# Всемирная выставка (1998)
Expo 1998 (англ. 1998 Lisbon World Exposition, рус. Лиссабонская всемирная выставка 1998) — всемирная выставка, проходившая с 22 мая по 30 сентября 1998 года в Лиссабоне, Португалия. Тема выставки была «Океаны, наследие будущего» (англ. The Oceans, a Heritage for the Future), выбрана в честь пятисотлетия открытия Васко да Гамой морского пути из Европы в Индию. Экспо посетили 11 миллионов человек за 132 дня. Были представлены 155 стран и организаций.

## До проведения выставки
Идея проведения всемирной выставки возникла в 1989 году у двух португальцев — Антонио Феррейра Мега Таурино и Васко Граса Мора, организаторов предстоящего празднования пятисотлетия прибытия Васко да Гамы в Индию в 1498 году.
Как только была получена государственная поддержка, Феррейра подал заявку в Бюро международных выставок (фр. Bureau international des expositions), которое в 1992 году объявили Лиссабон победителем. Конкурентом Лиссабона в Португалии был канадский город Торонто. Впоследствии было образовано предприятие «Parque Expo» с целью разработки самодостаточного проекта, который смог бы покрыть расходы за счёт продажи билетов, земельных участков и рекламы.
Первым комиссаром ЭКСПО 98 был Антонио Кардозу Кунья (генеральный директор Parque Expo), которого в 1997 году заменил представитель правящей в то время социалистической партии Жозе де Мелу Торреш Кампуш.
Зона для ЭКСПО 98 была 5 км, охватывает 50 гектаров в восточной части Лиссабона на берегу реки Тежу.
Чтобы справиться с ожидаемым потоком посетителей, была разработана программа включающая:
- новый мост Васко да Гама (самый длинный в Европе)
- новая линия лиссабонского метро с 7 станциями (5 были готовы к открытию)
- новый главный мультимодальный терминал, поезда, метро, автобусы и такси, названный Gare do Oriente, архитектор Сантьяго Калатрава Вальс

Кроме того, специально к выставке у Морского музея в Белене был установлен отреставрированный деревянный парусник Dom Fernando II e Glória. Он стал одной из главных достопримечательностей Expo’98, которую посетили почти 900 000 человек.

## Билеты, логотип и талисман

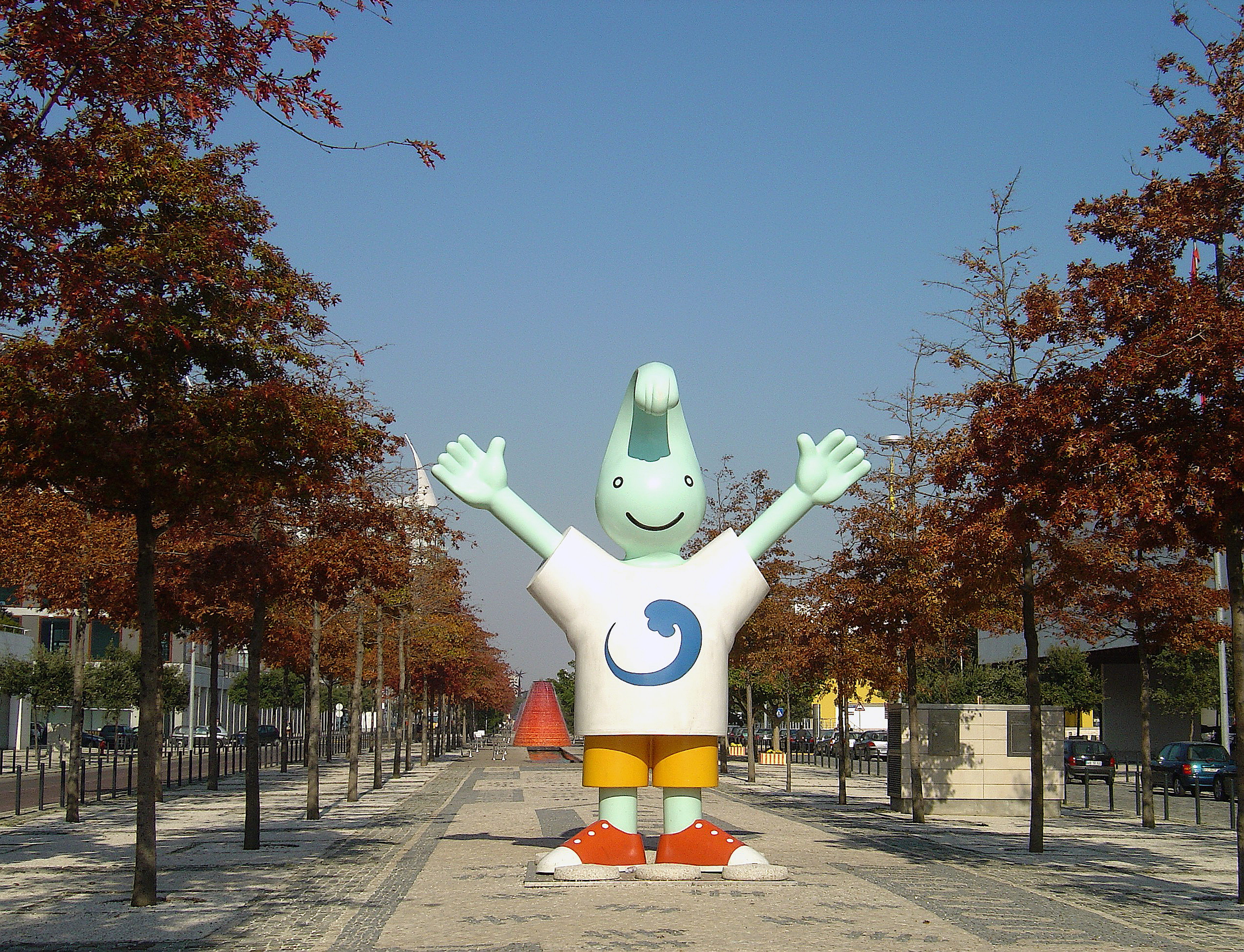
Талисман «Жил»

Стоимость однодневного билета для взрослых составляла 5 тыс. эскудо (34 американских доллара по курсу на то время), на три дня (не подряд) — 12,5 тыс. эскудо. Желающим приобрести трехмесячный билет, а именно столько времени продолжалась выставка, это удовольствие стоило 50 тыс. эскудо.
Новинкой выставки стала разработка швейцарского часового предприятия «Swatch», которое выпустило специальные наручные часы со встроенным чипом, после намагничивания выполнял функцию входного билета на пропускных турникетах.
Логотипом выставки стало изображение, воспроизводящее солнце и море в его голубых волнах (автором был рекламный директор выставки Аугушту Таваре Диаш).
Талисманом выставки стала работа художника Антониу Модешту и скульптора Артура Морейра, которые выбрали изображение студента Жозе Луиша Коэльо из присланных 309 работ в рамках соответствующего конкурса, с названием «Жил» (порт. Gil) в честь известного португальского мореплавателя XV века Жиля Эанеша. Особенностью «Жиля» является его закрученые в виде волны волосы.

## Павильоны

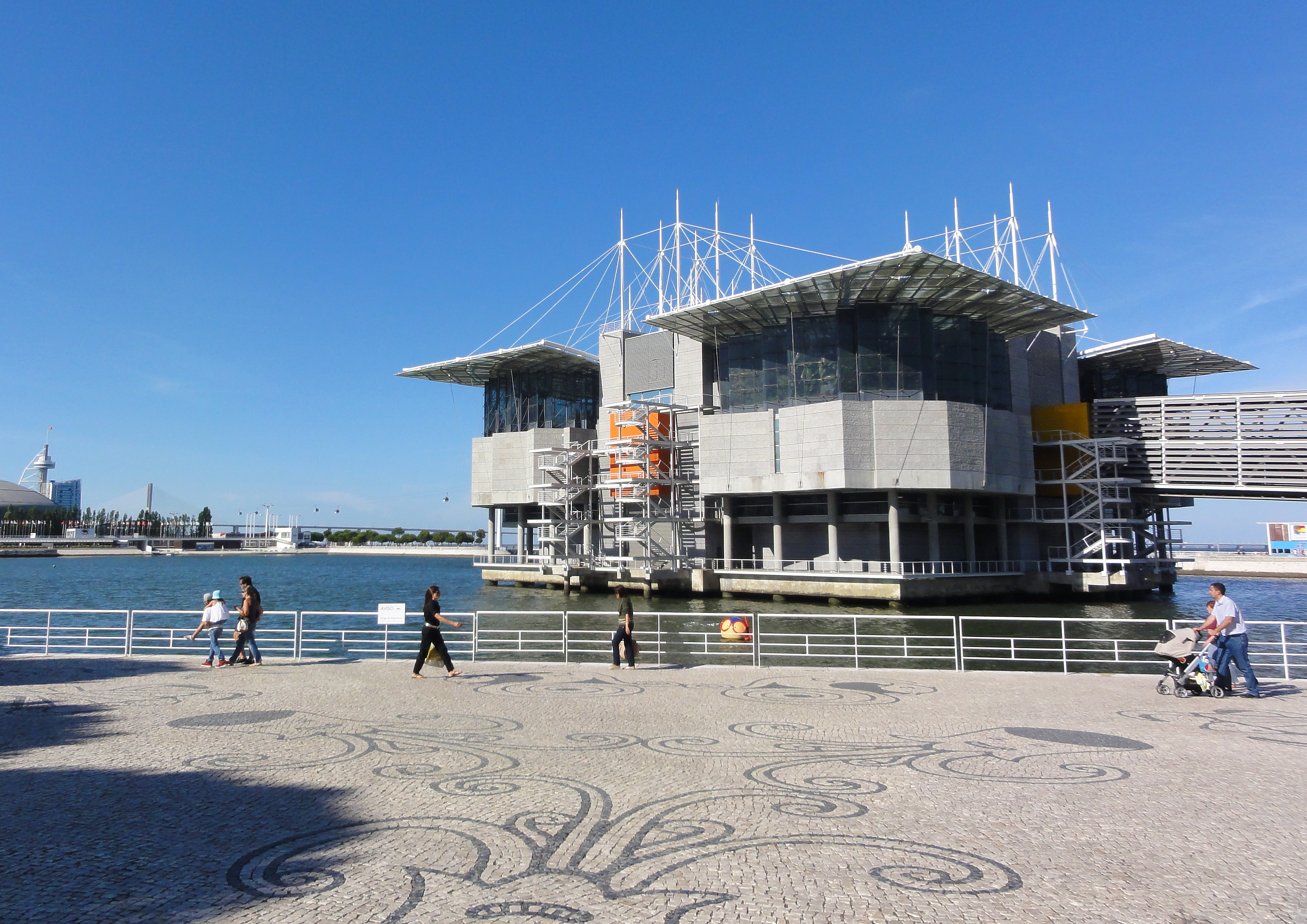
Павильон океанов, теперь Лиссабонский океанариум

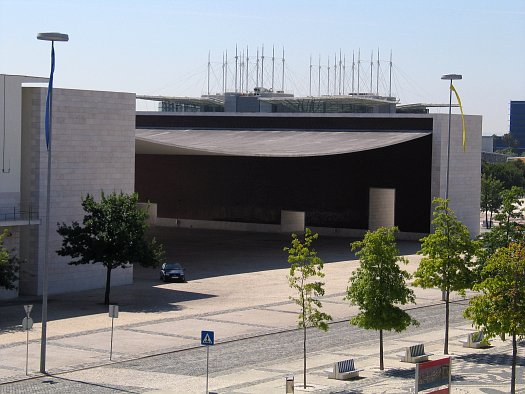
Павильон Португалии

Во время проведения выставки было два типа павильонов: тематические и региональные.
Тематические павильоны:
- Павильон будущего (порт. Pavilhão do Futuro)
- Павильон виртуальной действительности (порт. Pavilhão da Realidade Virtual)
- Павильон утопии (порт. Pavilhão da Utopia)
- Павильон Португалии (порт. Pavilhão de Portugal)
- Павильон знаний (порт. Pavilhão do Conhecimento dos Mares)
- Павильон океанов (порт. Pavilhão dos Oceanos)
- Павильон территорий (порт. Pavilhão do Território)
- Павильон воды (порт. Pavilhão da Água)
- Навигационная выставка (порт. Exibição Náutica)

Примеры региональных павильонов:
- Павильон Азорских островов (порт. Pavilhão dos Açores)
- Павильон Гвинее-Бисау (порт. Pavilhão da Guiné-Bissau)
- Павильон Макао (порт. Pavilhão de Macau)
- Павильон Мадейры (порт. Pavilhão da Madeira)

## После проведения выставки
В ночь на 1 октября 1998 выставка была закрыта. Эта последняя ночь стала чрезвычайной в истории города. Примерно в 20 часов, из соображений безопасности были разобраны пропускные турникеты, поскольку количество желающих прийти превысила любые ожидания. Причиной этому стал, прежде всего, крупнейший в истории города фейерверк.
Мост Васко да Гама и главная башня в северной части выставочной зоны были закрыты с 1 по 15 октября 1998 года. Открылись вновь уже как часть парка Наций. Океанарий, Павильон будущего и павильон знаний продолжали принимать посетителей до последнего дня 1998 года. В феврале 1999 года уже парк начал меняться, в частности:
- Главный вход, перед транспортным узлом «Gare do Oriente» был преобразован в коммерческий центр «Vasco da Gama»
- Международная зона в северной части стала местом проведения Международной ярмарки Лиссабона (порт. Feira Internacional de Lisboa)
- Павильон утопии был переименован в «Атлантик» — сегодня он является местом проведения значительных культурных, спортивных и музыкальных мероприятий
- Башня Васко да Гама была закрыта для посетителей
- Павильон виртуальной действительности был закрыт и демонтирован
- Павильон знаний был преобразован в музей науки
- Павильон будущего теперь казино
- Большая часть прилегающей территории была продана — сегодня это жилые дома и офисы.

Сегодняшняя так называемая зона «Экспо» является современным районом города с населением около 28 тыс. жителей.